# 井出氏
井出氏（いでし）は日本の氏族。富士上方（現在の静岡県富士宮市）の在地領主。江戸時代初期に分家を多く興した。

## 出自
『寛政重修諸家譜』巻第千百（以下『寛政譜』）によると、藤原為憲の後裔である二階堂左衛門尉政重が駿河国富士郡井出郷に住み、子の藤九郎政種の代で井出氏を名乗ったという。
通字は「正」。家紋は井出正直が当主の時代に外家鈴木氏の紋と合わせて「稲穂の丸に井桁」を用いるようになったと家伝にあるという（『寛政譜』）。

## 中世
井出氏は井出郷の地がそうであったように富士上方（現在の静岡県富士宮市域）でも特に北方に影響力を持っていた。大永3年（1523年）に井出盛重が大石寺（上野）に裁許を与える発給文書があり、天文8年（1539年）には井出駒若が井出新三の富士上野関銭分などを安堵され、またその後も井出氏に継承されている。この上野の地は、富士上方でも北方に位置していた。
今川家のお家騒動である花倉の乱の際、一族の井出左近太郎は栴岳承芳（後の今川義元）を支持せず玄広恵探側であったという。その後は今川氏の家臣となり、河東の乱時は今川軍として参戦し、戦功として富士上方の稲葉給及び屋敷が安堵されている。
井出氏は独自で被官を有するような国人領主としての性格を有し、今川氏の家臣として軍役負担を負っていたが、経済的に不安定となっていた。そこで井出善三郎は子である井出千熊を同じく井出一族である井出惣左衛門尉の娘と婚約させ、知行を譲渡するなどしている。また井出惣左衛門尉の息子である金千代は静岡浅間神社の馬淵家と婚姻を結んでいる。この井出惣左衛門尉の経済活動には多様性があり、酒屋経営なども行っていた。
また武田氏が今川氏との同盟を破棄し駿河侵攻を開始すると井出氏は富士氏を城主とする大宮城（富士城）に籠り武田氏と交戦しており、これらの奉公に対し今川氏真が感状を与えている。また大宮の地に屋敷を有し、道者坊を有していた。しかし今川氏は勢いを取り戻すことはなく、戦国大名としての今川氏は滅亡することとなる。このような今川氏凋落の最中で井出氏は後北条氏の庇護・援護を受けるようになり、北条氏政は永禄12年（1569年）3月に上野筋での戦いの軍役に対する感状を与えている。駿河侵攻の最中の大宮城の戦いにおいて、当主の井出正直は戦死している。
その後、正直の子である井出正次が徳川家康に召し抱えられ、天正11年（1583年）には富士郡に発給される徳川家康朱印状の奉者となっており、富士郡を支配する立場にあった。また正次は富士郡の北山用水の開削を行い用水による安定した水の供給を図り、その他富士金山を管理するなど、富士郡各地にて多様な管理を行っていた。

## 近世
近世初期に井出家は多くの分家を興した。『寛政譜』には以下の家譜が記される。
|                  | 家紋                                    | 当主                                                        |
| ---------------- | --------------------------------------- | ----------------------------------------------------------- |
| 井出家（正直系） | 山形村紺/井桁/稲穂の丸に井桁/花輪違井筒 | 正直 – 正次 – 正成 – 正陳 - 正府– 正辰 – 正芳 – 正冬 - 正英 |
| 井出家（政諶系） | 不明                                    | 政諶 – 政家 – 正興 – 正福（絶家）                           |
| 井出家（正員系） | 稲穂の丸に井桁/花輪違井筒               | 正員 – 正良 – 正雅 – 正相 - 正岑– 正参                      |
| 井出家（正勝系） | 山形村紺/稲穂の丸に井桁/丸に井桁        | 正勝 – 正吉 – 正俊 – 正貞 - 正方– 正邦 – 正中               |
| 井出家（正俊系） | 稲穂の丸に井桁                          | 正俊 – 正信 – 正勝 – 正祗 - 正基（絶家）                    |
| 井出家（正易系） | 稲穂の丸に井桁/丸に井桁                 | 正易 – 正武 – 延政 – 政峯                                   |
| 井出家（正員系） | 稲穂の丸に井桁/井桁                     | 正員 – 正徳 – 正矩 – 正賢 - 正武                            |
| 井出家（正栄系） | 稲穂の丸に井桁/丸に井桁                 | 正栄 – 正般 – 正祥                                          |
| 井出家（茂純系） | 稲穂の丸に井桁/丸に井桁                 | 茂純 – 茂儔 – 正本 – 政永                                   |

井出家の隆盛は井出正次の活躍によるところが大きい。正次は駿河代官・三島代官・駿府町奉行を歴任し、伊豆国君沢郡の采地は子孫に代々継承された。また代官職は正次の甥である井出正信（井出家（正俊系））が継ぎ、以後同家で継承された。
近世初期に多くの分家が創設されたため、同族で様々な要職に就く者が現れた。例えば井出正興は大番組頭の後に先手鉄砲頭、井出正雅は奥右筆頭の後に御納戸頭の格となり、井出正易は桂昌院御方広敷番頭、井出延政は西城裏御門番頭、井出政峯は小姓組頭となっている（『寛政譜』）。
代官を継承した井出家（正俊系）は大宮代官を世襲するようになるが、正基の代で断絶し、同時に大宮代官も廃止されている（同族絶家の問題を参照）。

## 井出館

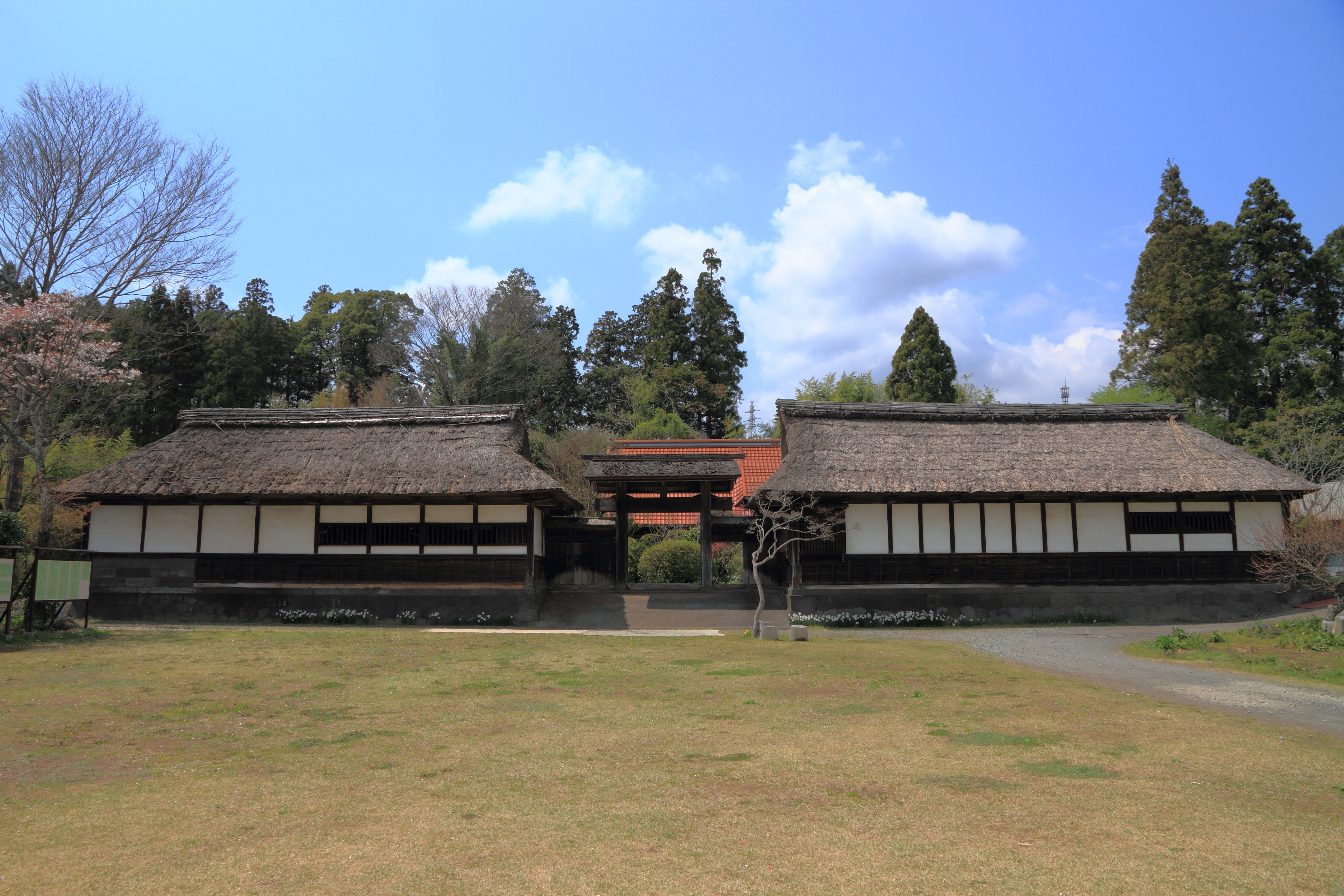
井出家高麗門・長屋

井出館は源頼朝の富士の巻狩の際に宿所が置かれたと伝えられる場所であり、幔幕を張ったといわれる。井出家の一部は現在「井出家高麗門及び長屋」として、富士宮市の指定文化財に指定されている。